# Gerhard August Honckeny

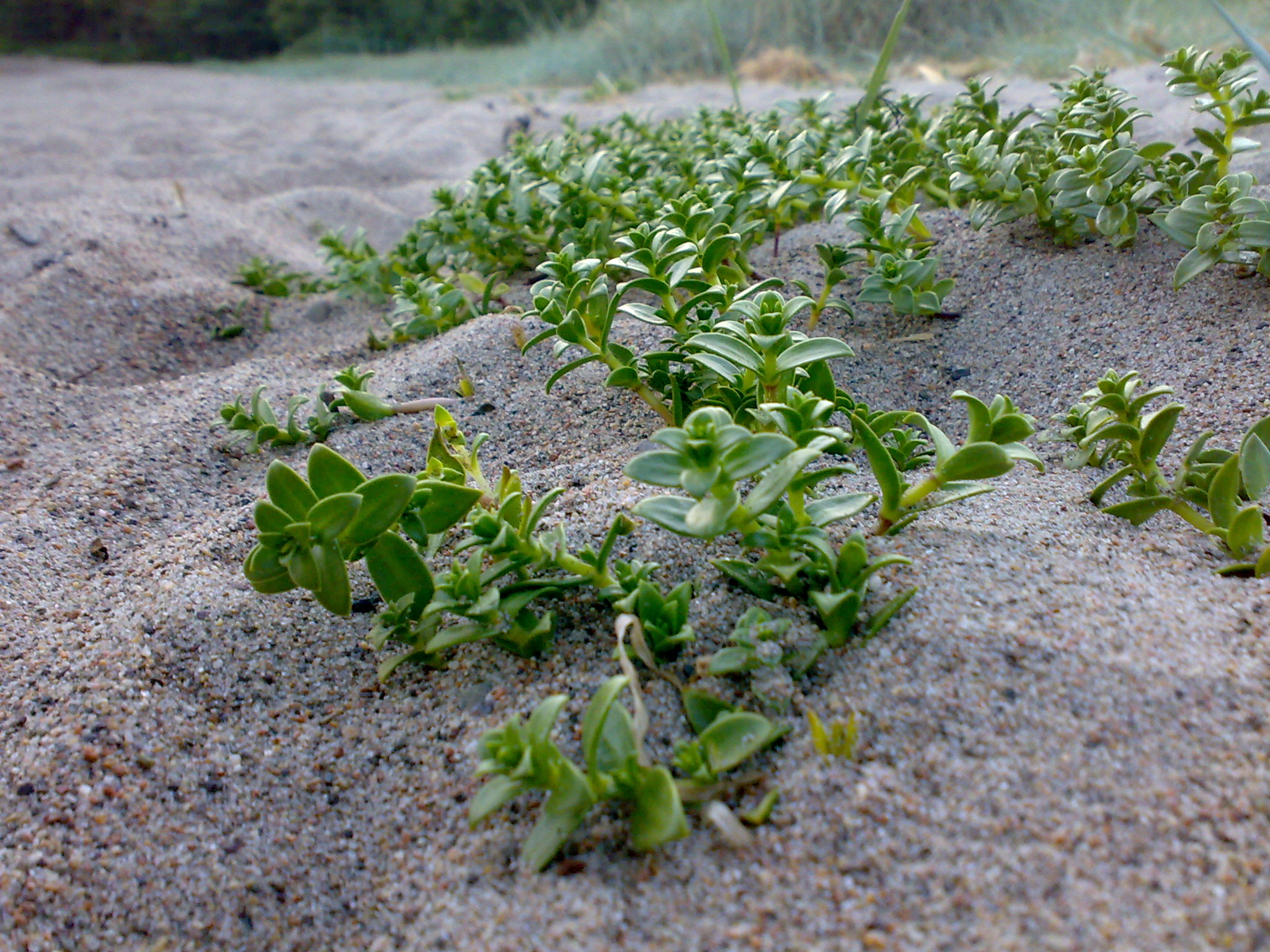
Honkenia piaskowa

Gerhard August Honckeny (ur. 1724, zm. 19 października 1805) – niemiecki botanik i urzędnik, autor dzieła Synopsis Plantarum Germaniae tom 1 (1792) oraz 2 (1793), zasłużony dla prowadzenia systematyki roślin.
W klasyfikacji używany jest skrót "Honck".
Na jego cześć nazwano honkenię piaskową z goździkowatych (Caryophyllaceae).